# Menjamel de Macleay
El menjamel de Macleay (Xanthotis macleayanus) és una espècie d'ocell de la família dels melifàgids (Meliphagidae) que habita la selva humida del nord-est de Queensland.